# 岡崎市立竜谷小学校
岡崎市立竜谷小学校（おかざきしりつ りゅうがいしょうがっこう）は、愛知県岡崎市竜泉寺町にある公立小学校。

## 概要
1903年（明治36年）9月に創立した。

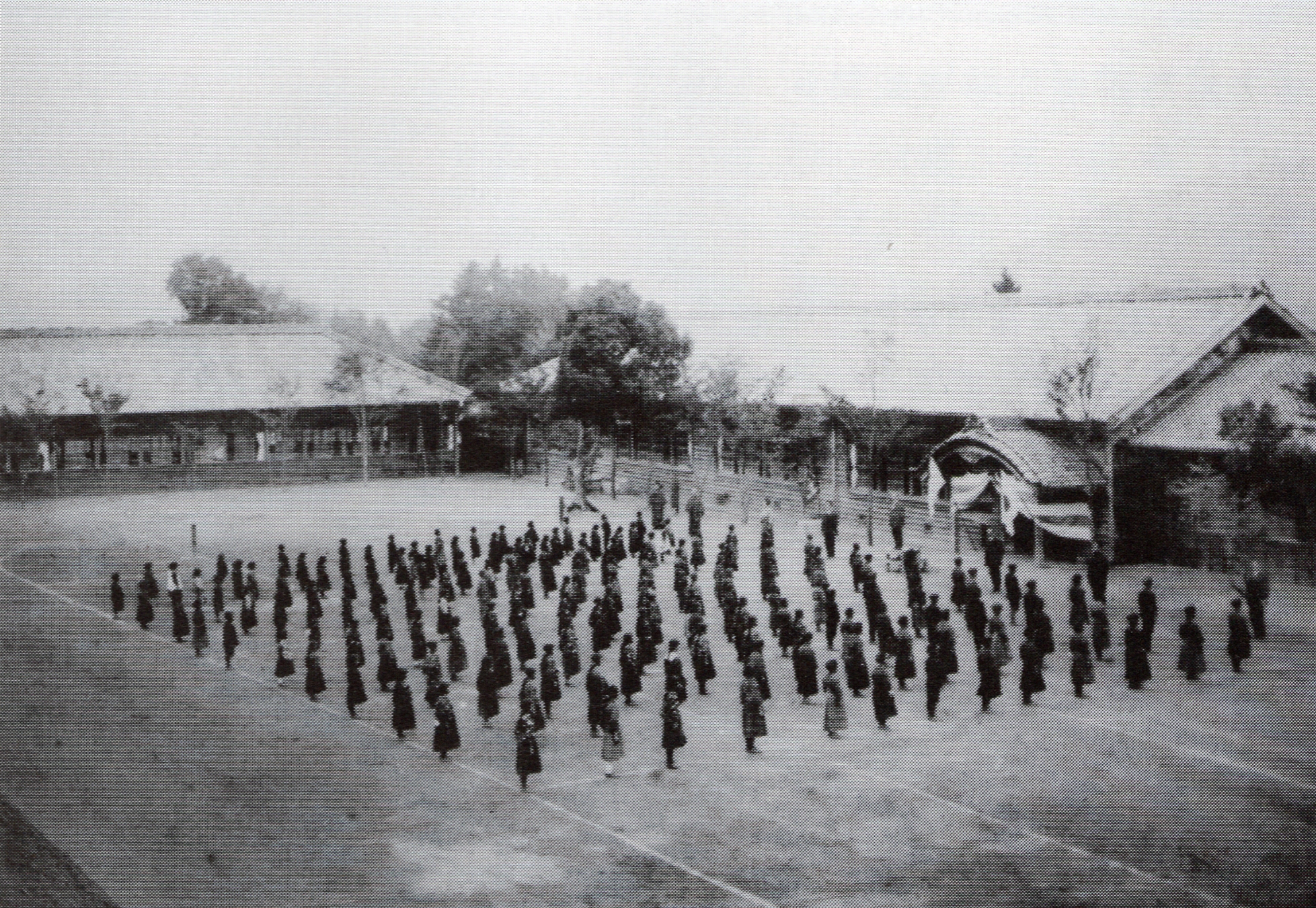
龍谷村立龍谷尋常小学校（1928年撮影）。竜谷村は1955年2月1日に岡崎市に編入された。

藤川小学校、山中小学校、本宿小学校とともに、岡崎市立東海中学校の学区を構成する。
| 調査日       | 児童数 | 通常学級 | 特別支援学級 | 出典  |
| ------------ | ------ | -------- | ------------ | ----- |
| 2013年4月8日 | 145人  | 6        | 0            | [ 1 ] |
| 2019年5月1日 | 138人  | 6        | 2            | [ 2 ] |
| 2020年5月1日 | 150人  | 6        | 2            | [ 3 ] |
| 2021年5月1日 | 129人  | 6        | 1            | [ 4 ] |
| 2022年5月1日 | 137人  | 6        | 2            | [ 5 ] |
| 2023年5月1日 | 125人  | 6        | 2            | [ 6 ] |

## 学区
| 町名             | 進学先     |
| ---------------- | ---------- |
| 桑谷町、竜泉寺町 | 東海中学校 |

（2022年12月26日現在）

## 沿革
- 1903年（明治36年）9月 - 桑谷尋常小学校と龍城尋常小学校が合併し、額田郡龍谷村立龍谷尋常小学校が創立される[8]。
- 1940年（昭和15年）4月 - 額田郡竜谷国民学校と改称。
- 1955年（昭和30年）2月 - 岡崎市立竜谷小学校と改称。
- 1976年（昭和51年）4月 - 竜泉寺町松本（現在地）に学校新築移転。
- 1999年（平成11年）2月 - 全日本学校環境緑化コンクール、文部大臣賞・日本放送協会会長賞受賞。
- 2002年（平成14年）11月 - 創立100周年記念式典開催。「ビオ竜谷」完成。